# Davide Giorgino
Davide Giorgino (Brindisi, 4 maggio 1985) è un ex calciatore italiano, di ruolo centrocampista.

## Carriera
Cresciuto nel settore giovanile del Lecce, ha debuttato in Serie A nel campionato 2004-2005 il 6 febbraio 2005 in Cagliari - Lecce 3-1. Nel 2005-2006 ha ottenuto invece 9 presenze grazie anche all'arrivo in prima squadra dell'allenatore Roberto Rizzo, che aveva già guidato Giorgino nella formazione Primavera. Dopo una stagione in prestito alla Sambenedettese, torna in giallorosso nell'estate 2007, ma i giallorossi decidono di rinnovare ancora per un anno il prestito alla società marchigiana. Vanta anche una presenza nella Nazionale di calcio dell'Italia Under-20.
Il 18 luglio 2008 passa al Taranto (Prima divisione), firmando un contratto biennale. Il 19 dicembre 2010, nella gara tra Ternana e Taranto, terminata 3-3, valevole per la 1ª giornata di ritorno del Campionato di Prima divisione (girone B), realizza la prima rete in gare ufficiali con la maglia della formazione ionica.
Il 21 agosto 2012 viene acquistato dall'Andria, e nella stagione successiva passa al Matera.
Il 2 gennaio 2014 torna nei professionisti tra le file del Chieti calcio collezionando nel solo girone di ritorno 15 presenze.
Il 23 settembre 2014 si accorda con la Triestina tornando in Serie D.
Il 3 agosto abbraccia il progetto di Nevio Scala per la rinascita del Parma Calcio 1913 diventando uno dei primi calciatori a scendere in campo con la nuova società crociata. Segna la sua prima rete in maglia crociata nel derby contro la Reggiana il 19 dicembre nella gara del 20º turno di Lega Pro, realizzando il gol del momentaneo 1-0, dopo che nell'annata precedente in Serie D non era mai riuscito a segnare. Si ripeterà la settimana successiva siglando la rete del momentaneo 2-0 nel derby tra Parma e Modena.

## Statistiche

### Presenze e reti nei club
| Stagione              | Squadra               | Campionato            | Campionato | Campionato | Coppe nazionali | Coppe nazionali | Coppe nazionali | Coppe continentali | Coppe continentali | Coppe continentali | Altre coppe | Altre coppe | Altre coppe | Totale | Totale |
| Stagione              | Squadra               | Comp                  | Pres       | Reti       | Comp            | Pres            | Reti            | Comp               | Pres               | Reti               | Comp        | Pres        | Reti        | Pres   | Reti   |
| --------------------- | --------------------- | --------------------- | ---------- | ---------- | --------------- | --------------- | --------------- | ------------------ | ------------------ | ------------------ | ----------- | ----------- | ----------- | ------ | ------ |
| 2004-2005             | Lecce                 | A                     | 1          | 0          | CI              | 0               | 0               | -                  | -                  | -                  | -           | -           | -           | 1      | 0      |
| 2005-2006             | Lecce                 | A                     | 9          | 0          | CI              | 0               | 0               | -                  | -                  | -                  | -           | -           | -           | 9      | 0      |
| Totale Lecce          | Totale Lecce          | Totale Lecce          | 10         | 0          |                 | 0               | 0               |                    | -                  | -                  |             | -           | -           | 10     | 0      |
| 2006-2007             | Sambenedettese        | C1                    | 28         | 0          | CI-C            | 2               | 0               | -                  | -                  | -                  | -           | -           | -           | 30     | 0      |
| 2007-2008             | Sambenedettese        | C1                    | 30         | 2          | CI-C            | 2+              | 0               | -                  | -                  | -                  | -           | -           | -           | 32+    | 2+     |
| Totale Sambenedettese | Totale Sambenedettese | Totale Sambenedettese | 58         | 2          |                 | 4+              | 0+              |                    | -                  | -                  |             | -           | -           | 62+    | 2+     |
| 2008-2009             | Taranto               | 1D                    | 30         | 0          | CI+CI-LP        | 1+?             | 0+?             | -                  | -                  | -                  | -           | -           | -           | 31+    | 0+     |
| 2009-2010             | Taranto               | 1D                    | 25         | 0          | CI+CI-LP        | 1+2             | 0               | -                  | -                  | -                  | -           | -           | -           | 28     | 0      |
| 2010-2011             | Taranto               | 1D                    | 28+2       | 1+0        | CI+CI-LP        | 2+0             | 0               | -                  | -                  | -                  | -           | -           | -           | 32     | 1      |
| 2011-2012             | Taranto               | 1D                    | 23         | 1          | CI+CI-LP        | 2+1             | 0               | -                  | -                  | -                  | -           | -           | -           | 26     | 1      |
| Totale Taranto        | Totale Taranto        | Totale Taranto        | 106+2      | 2          |                 | 9+              | 0+              |                    | -                  | -                  |             | -           | -           | 117+   | 2+     |
| 2012-2013             | Fidelis Andria        | 1D                    | 27+2       | 1+0        | CI+CI-LP        | 0+0             | 0               | -                  | -                  | -                  | -           | -           | -           | 29     | 1      |
| 2013-gen. 2014        | Matera                | D                     | 8          | 0          | CI+CI-D         | 1+0             | 0               | -                  | -                  | -                  | -           | -           | -           | 9      | 0      |
| gen.-giu. 2014        | Chieti                | 2D                    | 15         | 0          | CI-LP           | -               | -               | -                  | -                  | -                  | -           | -           | -           | 15     | 0      |
| ago.-dic. 2014        | Triestina             | D                     | 7          | 0          | CI-D            | 0               | 0               | -                  | -                  | -                  | -           | -           | -           | 7      | 0      |
| dic.2014-2015         | Delta Rovigo          | D                     | 17         | 1          | CI-D            | -               | -               | -                  | -                  | -                  | -           | -           | -           | 17     | 1      |
| 2015-2016             | Parma                 | D                     | 28+1       | 0          | CI-D            | 1               | 0               | -                  | -                  | -                  | -           | -           | -           | 29     | 0      |
| 2016-2017             | Parma                 | LP                    | 24+2       | 2          | CI-LP           | 2               | 0               | -                  | -                  | -                  | -           | -           | -           | 28     | 2      |
| Totale Parma          | Totale Parma          | Totale Parma          | 52+3       | 2          |                 | 3               | 0               |                    | -                  | -                  |             | -           | -           | 58     | 2      |
| dic. 2017-2018        | Rezzato               | D                     | 19         | 2          | CI-D            | -               | -               | -                  | -                  | -                  | -           | -           | -           | 19     | 2      |
| Totale carriera       | Totale carriera       | Totale carriera       | 319+7      | 10         |                 | 17+             | 0+              |                    | -                  | -                  |             | -           | -           | 343+   | 10+    |

## Palmarès

### Club

#### Competizioni giovanili
- Campionato Primavera: 2

Lecce: 2002-2003, 2003-2004
- Coppa Italia Primavera: 1

Lecce: 2004-2005
- Supercoppa Primavera: 1

Lecce: 2004

#### Competizioni nazionali
- Serie D: 1

Parma: 2015-2016